# Aleurolobus rhododendri
Aleurolobus rhododendri là một loài côn trùng cánh nửa trong họ Aleyrodidae, phân họ Aleyrodinae.
Aleurolobus rhododendri được Takahashi miêu tả khoa học đầu tiên năm 1934.